# Aegocera tripartita
Aegocera tripartita là một loài bướm đêm trong họ Noctuidae.